# Микки Чемпион
Микки Чемпион (англ. Mickey Champion), в девичестве Милдред Саллье (англ. Mildred Sallier); 9 апреля 1925, Лейк-Чарльз, Луизиана, США — 24 ноября 2014, Лос-Анджелес,  Калифорния, США — американская блюзовая певица. Номинант Blues Music Awards в номинациях «Исполнительница традиционного блюза» (2004), «Альбом-возвращение» (2004) . Жена Роя Милтона.

## Биография
Милдред Саллье родилась в 1925 году в Луизиане.  Её воспитывали тетя и дядя, а первый опыт пения госпел она получила в Христианской методистской епископальной церкви Лейк-Чарльза, где ее дедушка был епископом. Вскоре она стала участницей вокального трио и когда она училась в старшей школе, её услышал руководитель оркестра Луи Джордан и, впечатлённый её голосом,  пригласил её в свою труппу. Однако по настоянию своей семьи Милдред была вынуждена отклонить предложение Джордана .  Вскоре после окончания школы Милдред Саллье вышла замуж за своего первого мужа, Нормана Чемпиона, и пара переехала в Лос-Анджелес. Там она начала петь в клубах как Литтл Микки Чемпион. В 1949 году её заметил Джонни Отис и некоторое время Чемпион заменяла несовершеннолетнюю Литтл Эстер Филлипс в клубах в ревю Джонни Отиса .
Её брак оказался недолгим и в 1945 году же закончился разводом. По мере того, как росла её известность благодаря мощному вокалу без использования микрофона, Микки Чемпион расширила свои выступления за пределы Лос-Анджелеса, выступая вместе с такими исполнителями, как Ти-Боун Уокер, Литтл Эстер Филлипс, Билли Холидей, Дюк Эллингтон, Рэй Чарльз и Джеки Уилсон в конце 1940-х и начале 1950-х годов. Среди её соавторов был Рой Милтон, за которого Микки Чемпион вышла замуж, и оставалась с ним до смерти Милтона в 1983 году (по другим данным брак распался к концу 1950-х ). В их браке родились двое детей. 
Впервые записалась осенью 1950 года выпустив сингл «He’s A Mean, Mean Man». В середине 1950-х годов записала несколько синглов на разных лейблах с участниками группы Отиса, группы Милтона, с группой The Robins и с группой Джимми Уизерспуном под псевдонимом His Gal Friday .  В 1960-х годы Микки Чемпион прекратила гастроли, чтобы сосредоточиться на семье, но продолжала выступать в ночных клубах по выходным. С начала 1970-х работала поваром в школах Лос-Анджелеса.
Лишь в 1990-е Микки Чемпион вернулась к музыкальной карьере, начав выступать в клубах Лос-Анджелеса. Её выступления не остались незамеченными, она получила контракт на запись и выпустила два студийных альбома, второй из которых What You Want в 2004 году был номинирован на звание «Альбом-возвращение».Blues Music Awards, а сама певица на звание лучшей исполнительницы традиционного блюза. 
Почти до последних лет жизни выступала один-два раза в неделю в клубах Лос-Анджелеса. Умерла в ноябре 2014 года . 
О певице снят документальный фильм Champion Blues 
«Известная силой своего вокала — она могла заполнить комнату звуком без помощи микрофона — она также была высоко оцененной исполнительницей блюза, чей голос сохранял эмоциональную интенсивность и громкость даже после 80 лет» .

## Дискография
- 1999: I'm Your Living Legend (Tondef)
- 1999: Live at the Living Room (R&M Sound)
- 2002: What You Want (Tondef) [6]